# 皮特朗日莱蒂永维尔
皮特朗日-莱蒂永维尔（法語：Puttelange-lès-Thionville，法語發音：[pytlɑ̃ʒ lɛ tjɔ̃vil]，意为“蒂永维尔附近的皮特朗日”；洛林法兰克语：Pëttléngen）是法国摩泽尔省的一个市镇，位于该省西北部，属于蒂永维尔区。

## 地名
尽管地名中有“在蒂永维尔附近”（lès-Thionville）这一后缀，但事实上该地与蒂永维尔的距离超过20公里。

## 地理
皮特朗日-莱蒂永维尔（49°29'6"N, 6°16'1"E）面积10.67 平方千米，位于法国大東部大區摩泽尔省，该省份为法国东北部内陆省份，是洛林的一部分，西南接默尔特-摩泽尔省，东临下莱茵省，北与卢森堡和德国接壤。
与皮特朗日-莱蒂永维尔接壤的市镇（或旧市镇、城区）包括：罗德马克、贝伦莱锡尔克、蒙多夫、下伦根。
皮特朗日-莱蒂永维尔的时区为UTC+01:00、UTC+02:00（夏令时）。

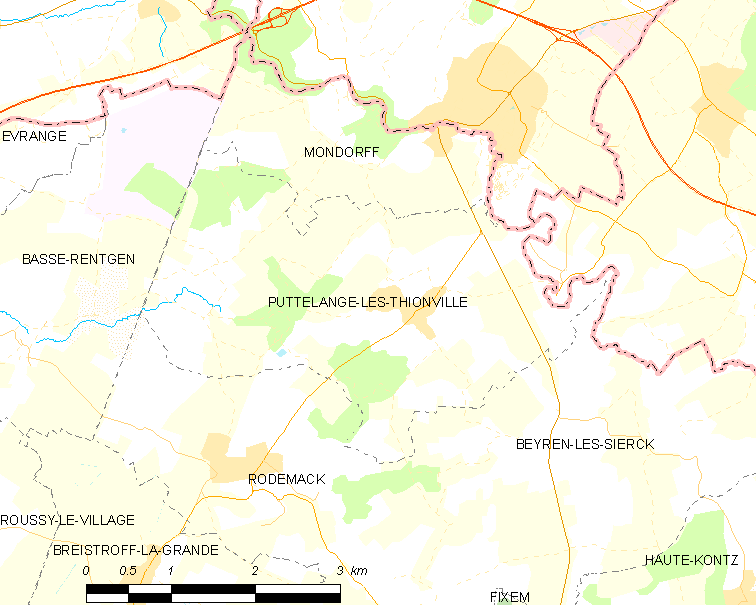
皮特朗日-莱蒂永维尔的OSM定位图

## 行政
皮特朗日-莱蒂永维尔的邮政编码为57570，INSEE市镇编码为57557。

## 政治
皮特朗日-莱蒂永维尔所属的省级选区为于茨县。

## 人口

1962-2008年间皮特朗日-莱蒂永维尔人口变化图示

皮特朗日-莱蒂永维尔于2022年1月1日时的人口数量为1033人。